# 平川市立金田小学校
平川市立金田小学校（ひらかわしりつ かなたしょうがっこう）は、青森県平川市南田中にある公立小学校である。

## 概要
旧尾上町地区の東側（旧尾上町中心部を縦断している弘南鉄道弘南線よりも東側の地域）を学区としており、平川市内の小学校では最も大きな規模となっている。学校周辺は住宅街が広がっている。

### 児童数
Gaccom - 平川市立金田小学校の記載より（2023年現在）。
| 学年 | 1年 | 2年 | 3年 | 4年 | 5年 | 6年 | 特別支援   | 合計 |
| ---- | --- | --- | --- | --- | --- | --- | ---------- | ---- |
| 学級 | 2   | 2   | 2   | 2   | 1   | 2   | 2          | 13   |
| 児童 | 40  | 47  | 37  | 41  | 39  | 45  | 4 （内数） | 249  |

## 沿革

### 旧尾上村の小学校
- 1874年（明治7年）4月30日 - 尾上村に尾上小学校として創立[1]。
- 1892年（明治25年）4月 - 尾上尋常小学校に改称。
- 1915年（大正4年）8月16日 - 尾上尋常小学校と須静尋常小学校を統合。尾上尋常高等小学校として発足。

### 旧金田村の小学校
- 1877年（明治10年）5月1日 - 金田村に田中小学校として創立[1]。
- 1887年（明治20年） - 田中簡易小学校に改称。
- 1889年（明治22年）4月1日 - 市町村制実施により、金屋・南田中・李平・新屋町の各村が合併し、金田村が誕生したことにより、学区に(旧)李平村域全域が学区に含まれる。
- 1891年（明治24年）7月 - 大字南田中字北原23番地、字村内96番地に校舎を新築移転。
- 1892年（明治25年）8月1日 - 金田尋常小学校に改称。
- 1902年（明治35年）10月1日 - 大字南田中字北原120番1号に、校舎新築。
- 1908年（明治41年）4月 - 小学校令改正により、六年制となる。
- 1910年（明治43年） - 屋内体操場を増築し、教室を改築。
- 1911年（明治44年） - 特別学級を開設。
- 1913年（大正2年）4月 - 大字南田中字北原133番地に、校舎を移転。
- 1918年（大正7年）12月6日 - 金田農業補習学校(季節)設置。
- 1924年（大正13年）9月 - 体操場新設。
- 1937年（昭和12年）
  - 3月26日 - 尾上・金田両村学校組合立誠徳尋常高等小学校校舎落成。
  - 3月31日 - 金田尋常小学校廃止。

### 現金田小学校
- 1937年（昭和12年）4月1日 - 尾上・金田の両村合併により、誠徳尋常高等小学校が、金田尋常高等小学校と改称（別に追子野木小学校も創立する）[1]。金田尋常小学校と尾上尋常高等小学校の児童を収容。
- 1941年（昭和16年）4月1日 - 国民学校令により、金田国民学校に改称。
- 1947年（昭和22年）4月1日 - 学校教育法により、尾上町立金田小学校に改称。同日、尾上中学校を併設。
- 1951年（昭和26年）12月31日 - 尾上中学校校舎が落成し、移転分離。
- 1961年（昭和36年）3月10日 - 校舎の一部を改造し、学校単独の完全給食を実施。
- 1967年（昭和42年）4月1日 - 校庭内に、尾上町立学校給食センターを建設し、学校単独給食から、センター給食方式に切り替える。
- 1977年（昭和52年）10月28日 - 校舎改築落成及び創立百周年記念式典挙行。金田小学校創立百周年記念誌発行する。
- 2006年（平成18年）1月1日 - 市町村合併により、平川市立金田小学校となる。
- 2014年（平成26年）4月1日 - 平川市立葛川小学校を統合[2]。
- 2015年（平成27年）
  - 3月 - 太陽光発電設備蓄電池整備完了[1]。
  - 8月 - 非構造部材落下防止対策完了[1]。
- 20２5年（令和７年）新校舎完成。旧校舎は約４８年間の歴史に幕を閉じる。

## 学校行事
金田小学校ホームページ内、行事予定その1及び行事予定その2 より（2012年）
。
| - 前期 - 4月 入学式・前期始業式、授業参観 - 5月 運動会（スポーツフェスタ）、避難訓練 - 6月 小体連陸上大会、宿泊体験学習 - 7月 修学旅行、夏休み - 9月 全校遠足 - 10月 前期終業式、秋休み | - 後期 - 10月 後期始業式、市音楽発表会 - 11月 学習発表会 - 12月 参観デー、冬休み - 1月 避難訓練 - 2月 授業参観 - 3月 卒業式・学年修了式、春休み |

## 学区
金屋、南田中、李平、高木、尾上、新屋町、南田地区。

## 周辺
- 青森県道116号金屋尾上線[3]
- 平川市尾上野球場[3]
- 東北自動車道 - ただし学区内を通っているだけで、インターチェンジ等はない[3]
- 弘南鉄道弘南線[3]

## アクセス
- 弘南バス黒石 - 尾上線 （高賀野経由）で、「金田小学校前」停留所まで3分[4]。
- 弘南鉄道弘南線津軽尾上駅から
  - 徒歩で約1.2km・18分。
  - 車で約1.2km・2分。
  - 上述の弘南バス「黒石 - 尾上線 （高賀野経由）」に乗車し、「金田小学校前」停留所下車。

## 参考資料
- 『尾上町誌 通史編』（尾上町・1992年3月31日発行）670頁～674頁「第四章 教育 第二節 学校教育 二 小学校 (二)金田小学校」
- 『青森県教育史 別巻』(青森県教育委員会・1973年12月20日発行)785頁～786頁「学校沿革 小学校 金田小学校」